# Saint-Jouvent
Saint-Jouvent este o comună în departamentul Haute-Vienne din centrul Franței. În 2009 avea o populație de 1.618 de locuitori.

## Evoluția populației
| An        | 1975 | 1982  | 1990  | 1999  | 2006  | 2009  |
| --------- | ---- | ----- | ----- | ----- | ----- | ----- |
| Populație | 871  | 1.048 | 1.292 | 1.388 | 1.563 | 1.618 |